# Tutuala
Tutuala is een dorp en suco in het subdistrict Tutuala (district Lautém, Oost-Timor). Tutuala ligt aan het uiterste oostelijke einde van Timor. De belangrijkste Fataluku-taalgebieden van het land liggen in Tutuala, evenals in Lautem en Fuiloro.
Het nationaal park Nino Konis Santana is gelegen in het dorp.

## Galerij

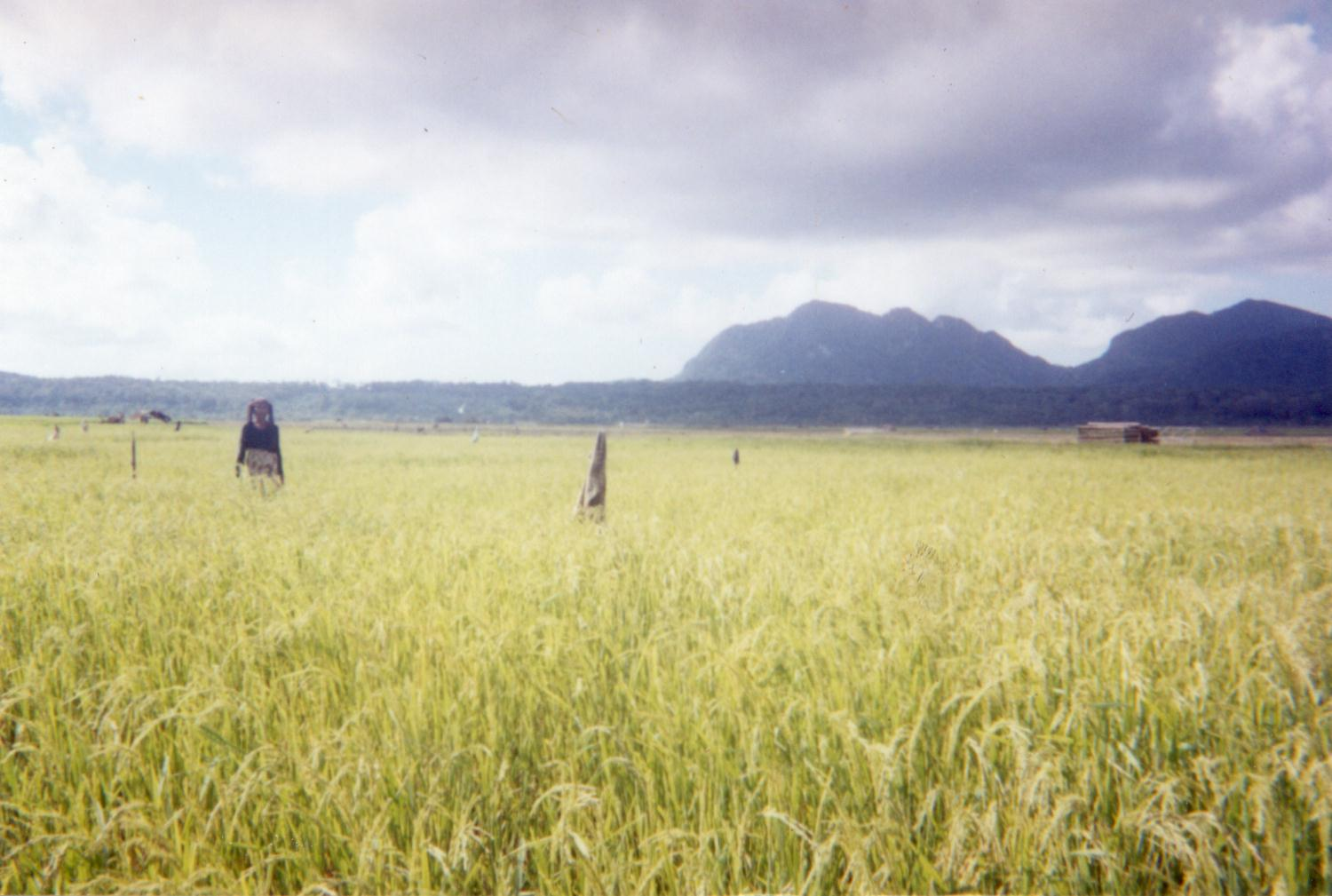
Rijstveld in Mehara
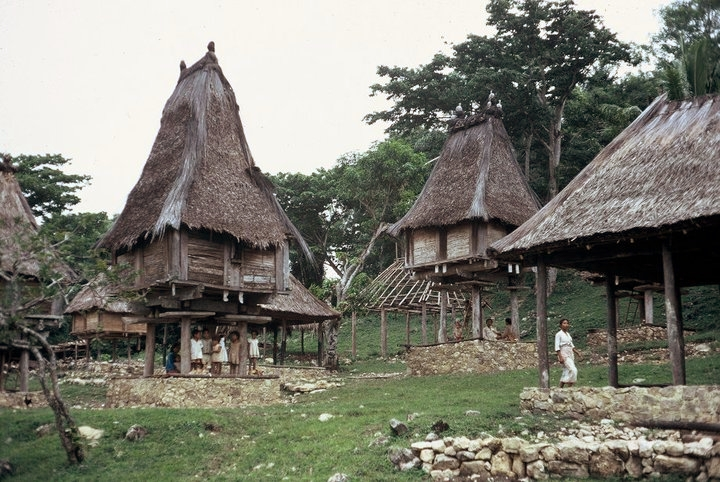
Heilige huizen en vergaderzaal in Ioro, 1970
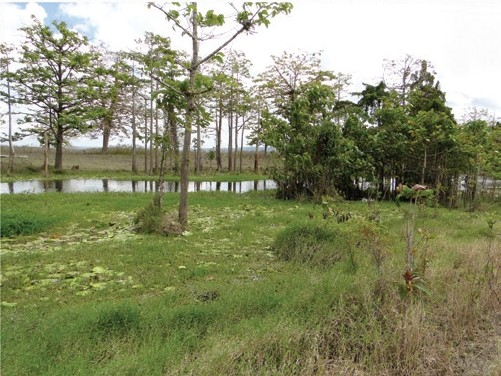
Uiterwaarden van het Ira Lalaromeer en omgeving
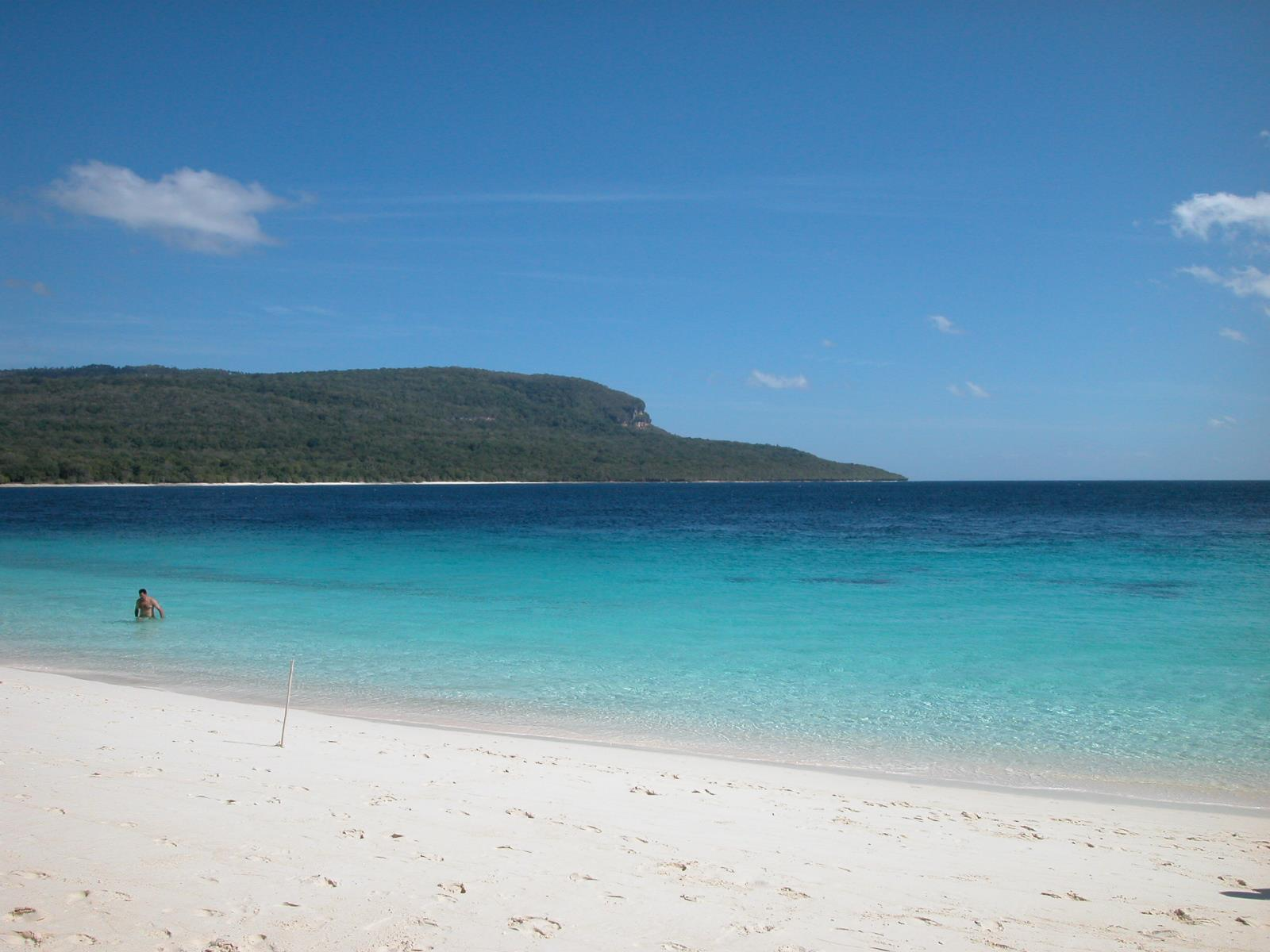
Uitzicht vanaf Jaco-eiland

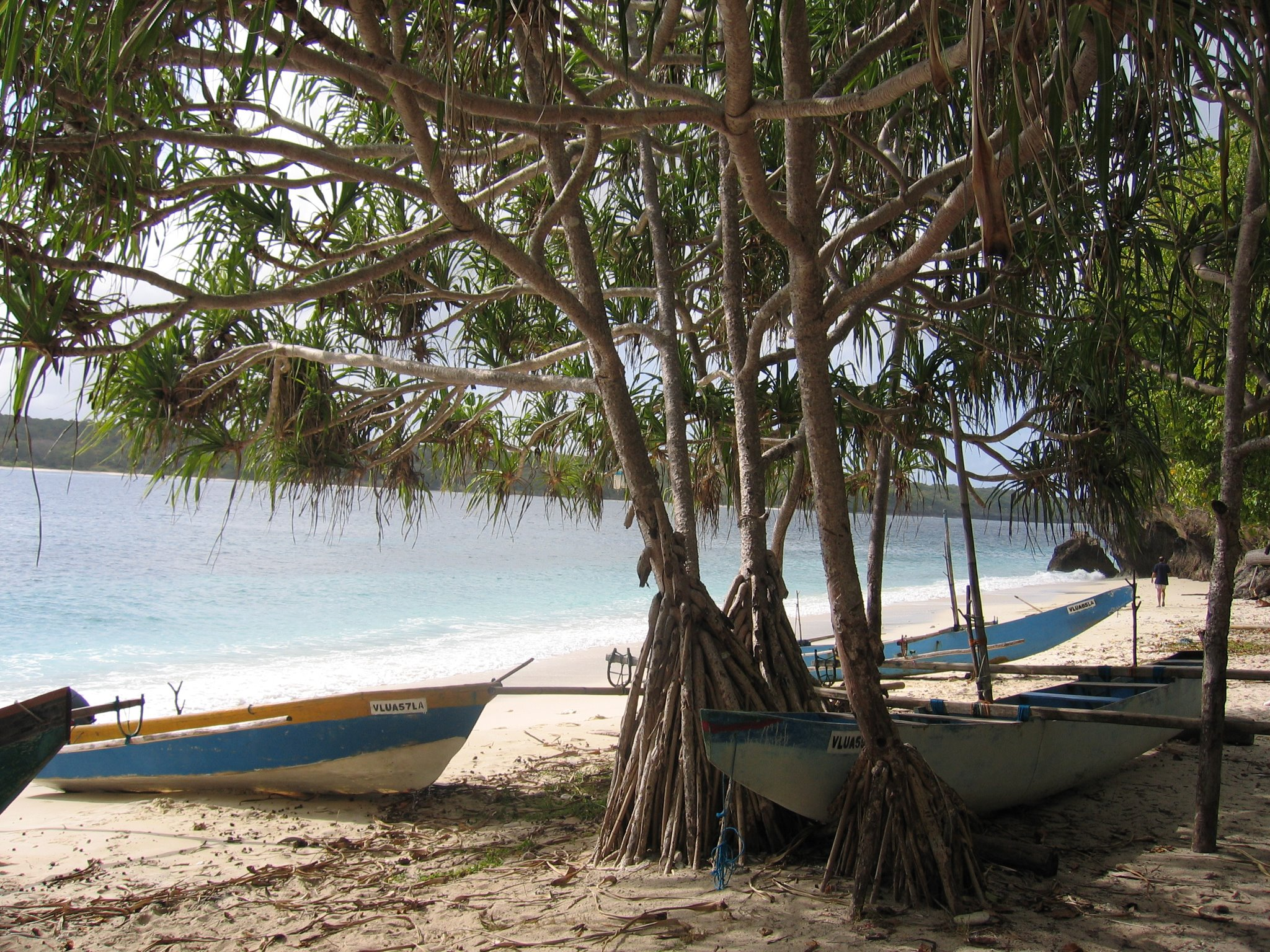
Tutuala strand, voor Jaco-eiland
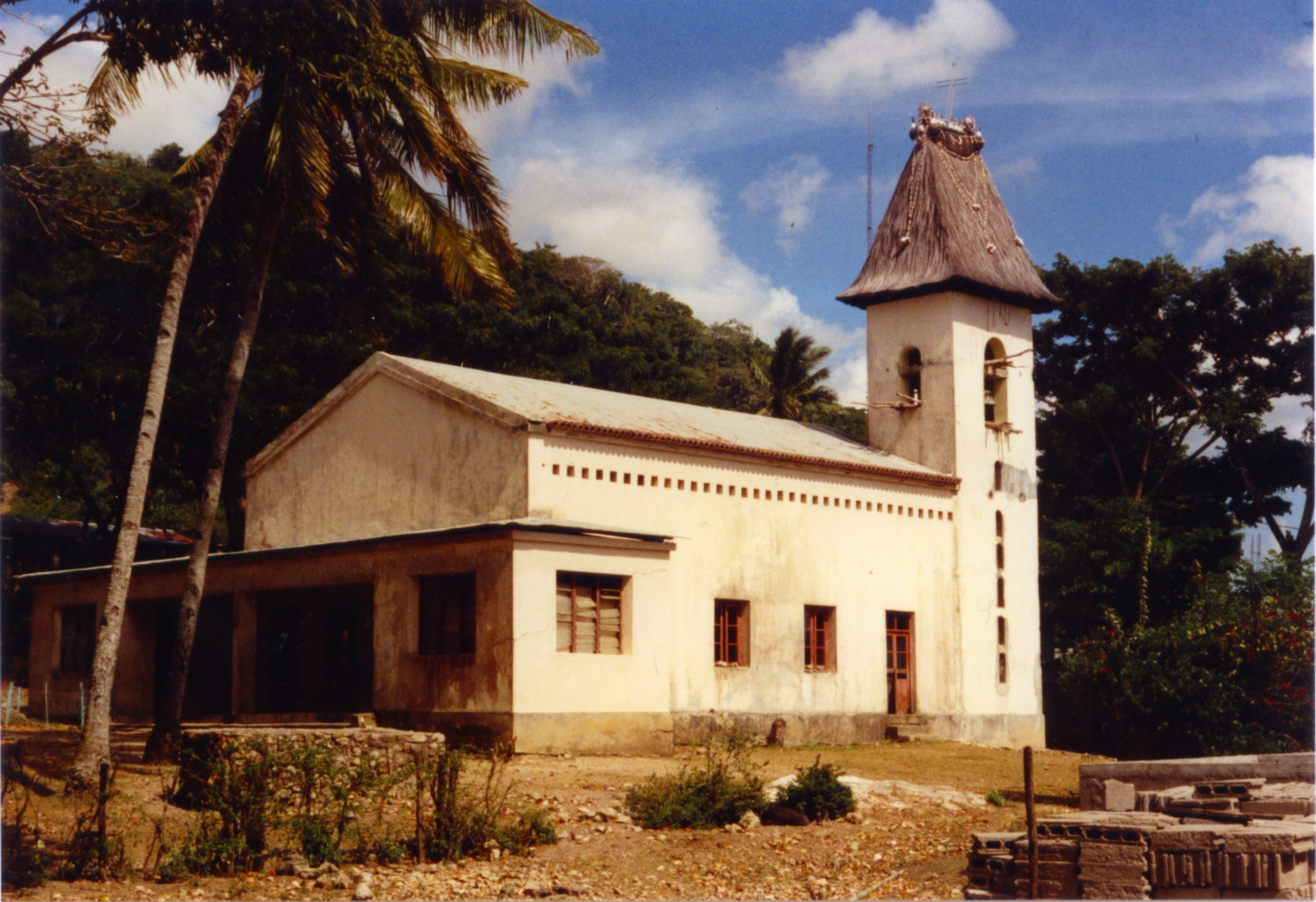
Kerk in Tutuala
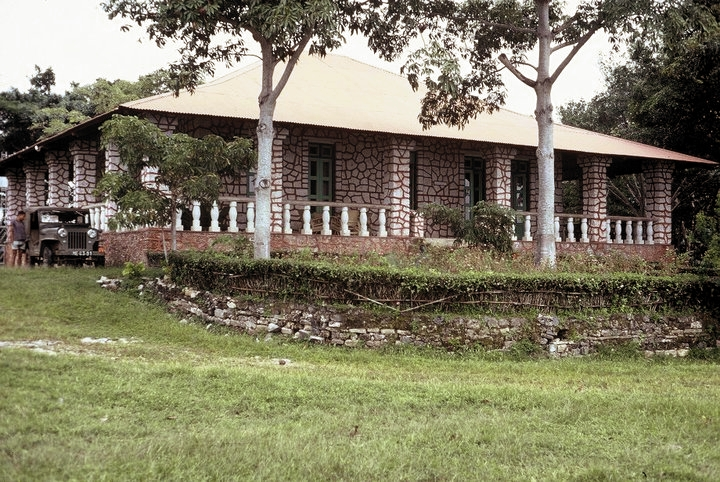
Pousada (hotel) in Tutuala, voormalige zetel van de koloniale administrateur
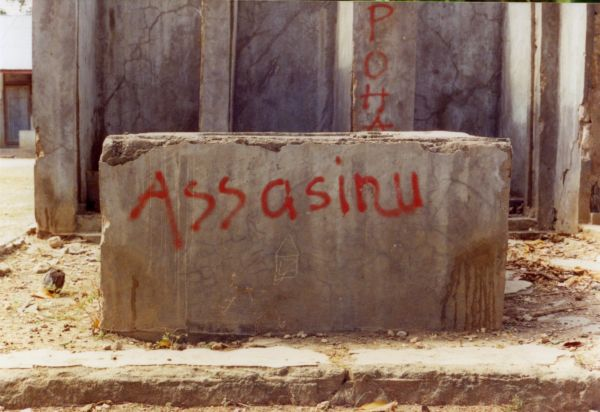
Graffiti in Tutuala met de tekst "moordenaar" ter nagedachtenis van het bloedbad door pro-Indonesische guerrillatroepen, 1999

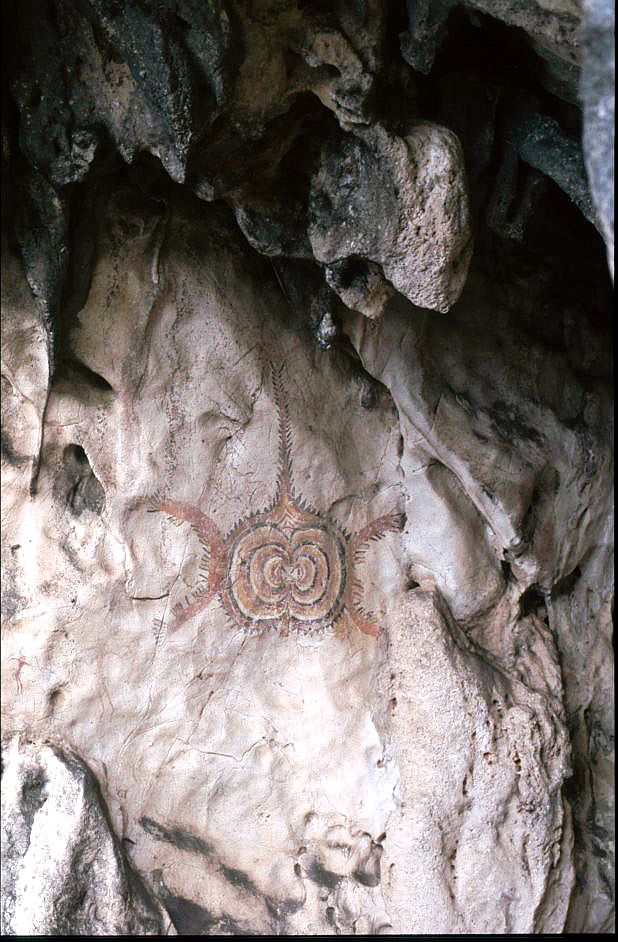
Rotsschilderij in Ile Kére Kére
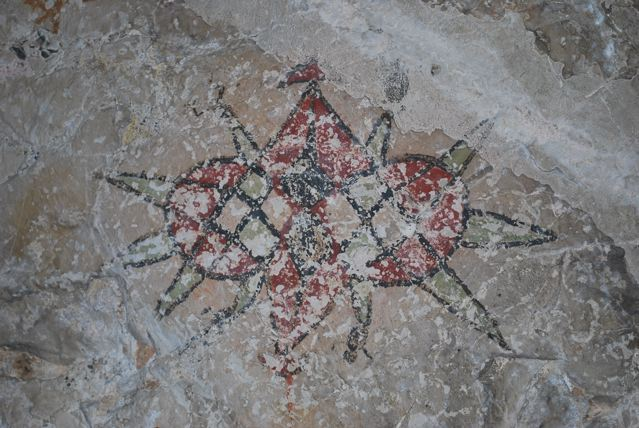
Rotstekening in de grot van Lene Hara